# Coelioxys torquata
Coelioxys torquata är en biart som beskrevs av Warncke 1992. Coelioxys torquata ingår i släktet kägelbin, och familjen buksamlarbin. Inga underarter finns listade i Catalogue of Life.